# Pretty Ladies
 Pretty Ladies és una pel·lícula estatunidenca muda dramàtico- còmica del 1925 protagonitzada per ZaSu Pitts i distribuïda per la Metro-Goldwyn-Mayer. La pel·lícula és una recreació fictícia de la famosa Ziegfeld Follies. Dirigida per Monta Bell, la pel·lícula va ser escrita per Alice D.G. Miller i presentava intertítols escrits per Joseph Farnham.

## Argument
Maggie treballa en el Follies de Flo Ziegfeld, tot i que no és molt bonica. Una nit, durant un número, cau al fossat de l'orquestra sobre Al, un dels tambors. Els dos joves comencen a festejar i s'enamoren. Al escriu un número que dedica a Maggie, declarant-li el seu amor.
Després del casament, Maggie està esperant un nadó i decideix abandonar l'escenari. D'altra banda, Al comença una brillant carrera com a compositor. En l'apogeu de la seva fama, es troba treballant amb Selma, l'estrella de l'espectacle, que li demana noves cançons. El músic marxa a Atlantic City per treballar per la revista juntament amb la cantant.
Maggie s'assabenta dels tripijocs de Selma per endur-se el seu marit. Però quan aquest torna penedit, el perdona i l'acull a casa

## Producció
Pretty Ladies marca la primera aparició de "Lucille Le Sueur", després coneguda com a Joan Crawford. Segons Lawrence J. Quirk, autor de The Films of Joan Crawford , aquesta pel·lícula va ser l'única de Crawford amb el seu nom real. (Crawford també s'anunciava com LeSueur en una "Gira als estudis de la MGM" per promocionar els seus films.
També va ser el debut de Myrna Loy (encara actuant sota el seu cognom real, Williams), i que va signar un contracte de set anys amb la Warner Brothers l'any següent any (1926) i després amb la MGM, convertint-se en una estrella el 1934 amb la pel·lícula de The Thin Man.

## Repartiment
- ZaSu Pitts: Maggie Keenan
- Tom Moore: Al Cassidy
- Ann Pennington: Ella mateixa
- Lilyan Tashman: Selma Larson
- Bernard Randall: Aaron Savage
- Helena D'Algy: Adrienne
- Conrad Nagel: Dream Lover
- Norma Shearer: Frances White
- George K. Arthur: Roger Van Horn
- Joan Crawford: Bobby, una showgirl
- Myrna Loy: no surt als crèdits